# Аскершунд (община)
Община Аскершунд (на шведски: Askersunds kommun) е разположена в лен Йоребру, централна Швеция с обща площ 1025 km2 и население 11 096 души (към 31 декември 2013). Административен център на община Аскершунд е едноименния град Аскершунд.